# Vink
Pour les articles homonymes, voir Vink.
Dans ce nom vietnamien, le nom de famille, Vinh, précède le nom personnel.
Vink, de son vrai nom NGUYỄN PHƯỚC Vĩnh Khoa, (né à Đà Nẵng, dans le centre du Viêt Nam, le 24 décembre 1950) est un auteur belge de bande dessinée. Il vit à Liège depuis 1969. Principalement connu pour sa série Le Moine fou / Les Voyages de He Pao, c'est un coloriste hors pair et l'un « des plus talentueux dessinateurs réalistes de bande dessinée ». Il a reçu le Grand prix Saint-Michel en 1985 pour le second volume du Moine fou.

## Biographie

### Les débuts
Né à Tourane au Viêt Nam, Vinh Khoa effectue sa scolarité au collège français, qui devient le lycée Blaise Pascal en 1963 lorsque la ville prend le nom de Đà Nẵng. Après le lycée, il effectue un an de journalisme à l'université bouddhique de Saïgon (1968-1969), puis s'installe à Liège où il étudie la médecine durant un an. Il étudie cinq ans à l'Université de Liège et obtient une licence et une agrégation en sciences de l'éducation, avant de s'inscrire à l'Académie royale des beaux-arts de Liège où il restera de 1974 à 1977. Il y rencontre Claudine qui deviendra son épouse et collaboratrice sous le pseudonyme Cine. 
Après avoir réalisé quelques illustrations professionnelles, Vinh Khoa, qui a pris le pseudonyme Vink, entre à Tintin où il publie des contes viêtnamiens adaptés en bande dessinée de 1979 à 1983. Un recueil de ces histoires est publié aux éditions du Lombard en 1983. En 1980, il réalise sur des textes de Michel Dusart la bande dessinée historique Liège, terre d'éveil, en vue des célébrations du millénaire de la cité. À la suite d'une défection du commanditaire, l'album n'est cependant publié qu'en 1984 par l'évêché de Liège sous le titre Pays de Liège. Vie d'une église.

### Le Moine fou
En décembre 1983, le début d'une nouvelle histoire, Le Moine fou, est publié dans le numéro 21 de Charlie Mensuel. Son personnage principal est He Pao, une jeune européenne élevée en Chine ancienne qui part en quête d'un moine qui posséderait la connaissance ultime des arts martiaux. Depuis lors, c'est principalement cette série à succès qui l'occupe. Après dix albums, Le Moine fou prend le nom Les Voyages de He Pao. En 2011, cinq albums de ce second cycle sont parus.
En parallèle, Vink a réalisé ponctuellement d'autres récits : Une Luciole dans la ville, sa seule incursion dans le monde contemporain, en 1989 ; Le Passager, bande dessinée fantastique qui surprend les lecteurs par son dessin caricatural et que Dargaud arrête faute de succès, en 2003-2004 et Sur la route de Banlung, récit tiré d'une mission onusienne de 1993 au Cambodge pour lequel Vink change une nouvelle fois de technique picturale, en 2011. En 2014, il s'associe au scénariste Rodolphe pour la réalisation d'un one shot fantastique Le Temps perdu publié aux éditions Daniel Maghen. Ce dernier lui ayant consacré une exposition rétrospective en 2008. Ensuite, il prend sa retraite.
Vink réalise également de nombreux tableaux et aquarelles. En outre, il réalise les affiches des festivals de bande dessinée de Laval en 2002 et Bourges en 2004.

En 2021, il fait don de 173 planches originales à la ville de Liège pour le musée de La Boverie,,. Il déclare : 

« Je me sens toujours redevable vis à vis de la Belgique qui m’a bien accueilli. Je suis arrivé ici en 1969 en pleine guerre du Viêt Nam. J’avais 19 ans. Mes parents m’ont envoyé ici. S’ils ne l’avaient pas fait, je serais mort,. »

## Œuvre

### Publications

#### Bandes dessinées (revues)
- Histoires courtes dans Tintin[5], 1979-1983.
- Le Moine fou, dans Charlie Mensuel[7] :

1. Le Moine fou, 1983-1984.
2. La Mémoire de pierre, 1985.

- Je bouquine[12], Bayard Presse, publication dans le no 221 en 2002.

#### Albums de bande dessinée
- Les Contes et légendes du Viêt Nam, t. 1 : Derrière la haie de bambous, Le Lombard, 1983,Contient les récits : 1. Le Têt du bûcheron ; 2. L’Île aux pastèques ; 3. Luu Binh et Zuong-Lê ; 4. L’Arbalète magique ; 5. La Bague perdue ; 6. Le Roi des guérisseurs ; 7. Binh, la sauterelle ; 8. Fou-Zou ; 9. La Tigresse de la rivière Hang.
- Pays de Liège. Vie d'une église (dessin), avec Michel Dusart (scénario), Liège : I.S.C.P. / C.D.D., 1984.
- Le Moine fou :
- 1. Le Moine fou, Dargaud, Paris, septembre 1984
Scénario, dessin et couleurs : Vink -  (ISBN 2-205-02796-4)
- 2. La Mémoire de pierre, Dargaud, Paris, octobre 1985
Scénario, dessin et couleurs : Vink -  (ISBN 2-205-02944-4)
- 3. Le Brouillard pourpre[15], Dargaud, Paris, mai 1987
Scénario, dessin et couleurs : Vink -  (ISBN 2-205-03342-5)
- 4. Le Col du vent, Dargaud, Paris, juin 1990
Scénario, dessin et couleurs : Vink -  (ISBN 2-205-03888-5)
- 5. Le Monastère du miroir précieux, Dargaud, Paris, janvier 1992
Scénario, dessin et couleurs : Vink -  (ISBN 2-205-04037-5)
- 6. Les Matins du serpent, Dargaud, Paris, mai 1993
Scénario, dessin et couleurs : Vink -  (ISBN 2-205-04136-3)
- 7. Les Tourbillons de fleurs blanches, Dargaud, Paris, novembre 1994
Scénario et dessin : Vink - Couleurs : Cine -  (ISBN 2-205-04221-1)
- 8. Le Voyage de Petit Li, Dargaud, Paris, janvier 1996
Scénario et dessin : Vink - Couleurs : Cine -  (ISBN 2-205-04358-7)
- 9. Le Tournoi des licornes, Dargaud, Paris, septembre 1997
Scénario et dessin : Vink - Couleurs : Cine -  (ISBN 2-205-04521-0)
- 10. Poussière d'or, Dargaud, Paris, mai 1999
Scénario et dessin : Vink - Couleurs : Cine -  (ISBN 2-205-04673-X)
- Int. 1. He Pao, Joyau du Fleuve[16],[17], Dargaud, Paris, juillet 2004
Scénario, dessin et couleurs : Vink -  (ISBN 2-205-05656-5)
- Int. 2. Poussière de vie[18], Dargaud, Paris, février 2005
Scénario, dessin et couleurs : Vink -  (ISBN 2-205-05699-9)

- Une luciole dans la ville[19], Dargaud, coll. « Portraits Souvenirs », Paris, janvier 1989
Scénario, dessin et couleurs : Vink -  (ISBN 2-205-03592-4)

- Les Voyages de He Pao :
- 1. La Montagne qui bouge, Dargaud, Paris, septembre 2000
Scénario et dessin : Vink - Couleurs : Vink, Cine -  (ISBN 2-205-04922-4)
- 2. L'Ombre du ginkgo, Dargaud, Paris, février 2002
Scénario et dessin : Vink - Couleurs : Cine -  (ISBN 2-205-05083-4)
- 3. Quand s'éteignent les lampions[20],[21], Dargaud, Paris, avril 2006
Scénario et dessin : Vink - Couleurs : Cine -  (ISBN 2-205-05702-2)
- 4. Neige blanche, chemin d'antan[22],[23], Dargaud, Paris, janvier 2008
Scénario et dessin : Vink - Couleurs : Cine -  (ISBN 9782205058918)
- 5. Un matin pour tout horizon[24], Dargaud, Paris, 12 février 2010
Scénario et dessin : Vink - Couleurs : Cine -  (ISBN 9782205061901)

##### Le Passager
- 1. La Traversée des nuages[25],[26], Dargaud, Paris, octobre 2003
Scénario et dessin : Vink - Couleurs : Vink et Cine -  (ISBN 2205053620)
- 2. L'Habit du Wochita[27],[28], Dargaud, Paris, octobre 2004
Scénario et dessin : Vink - Couleurs : Vink et Cine -  (ISBN 2205055291)
- Int. Le Passager, Dargaud, Paris, janvier 2008
Scénario et dessin : Vink - Couleurs : Vink et Cine -  (ISBN 9782205061413)

##### One shots
- Sur la route de Banlung[29],[30], Dargaud, coll. « Long Courrier », Paris, 16 septembre 2011
Scénario et dessin : Vink - Couleurs : Hubert -  (ISBN 9782205065091)
- Le Temps perdu[9],[31],[32],[33],[34], Daniel Maghen, Paris, 15 mai 2014
Scénario : Rodolphe - Dessin et couleurs : Vink -  (ISBN 978-2-356-74034-2),Contient un dossier de 12 pages de croquis et illustrations en fin de volume.

#### Carnet de voyage
- La Rivière des parfums, carnet de voyages au Viêt Nam, Librairie La Bulle noire, 1995.

### Expositions
- Khoa Vink[38], à l'occasion du 25e anniversaire de la série Les Voyages de He Pao, Galerie Daniel Maghen, Paris, 2008.
- Vink rétrospective[39], Galerie Huberty et Breyne, Bruxelles du 24 mars au 9 avril 2022.
- Les Voyages de Vink[13],[40],[41], à la Galerie noire de La Boverie du 4 juillet 2022 au 16 janvier 2023.

## Prix et distinctions
- 1985 :  Grand prix Saint-Michel[42] pour le second volume du Moine fou.

#### Livres
: document utilisé comme source pour la rédaction de cet article.
- Jean-Louis Lechat, Un demi-siècle d’aventures t. 2 : 1970 - 1996, Bruxelles, Le Lombard, 5 décembre 1996, 224 p., ill. ; 31 cm (ISBN 280361233X, OCLC 37995939, BNF 37539082, présentation en ligne), p. 79, 189.
- Jean Pirotte (dir.) et Luc Courtois, Du régional à l'universel. : L'imaginaire wallon dans la bande dessinée., Louvain-la-Neuve, Fondation wallonne Pierre-Marie et Jean-François Humblet, 1999, 310 p. (ISBN 978-2-9600072-3-7 et 2960007239, OCLC 1075833932), p. 256 lire sur Google Livres
- Jacques Fiérain, « Vink », dans La BD dans les provinces de Liège, Namur et Luxembourg, Charleroi, Éd. l'Âge d'or, 2004, 112 p., ill. ; 31 cm (ISBN 9782960019698, OCLC 470388297, présentation en ligne), p. 105.
- Vink (avec la collaboration de Cine) et Michel Nicolas (dossier), Les Voyages de He Pao, édition anniversaire, Paris, Dargaud, août 2008, 194 p. (ISBN 978-2-205-06198-7).
- Patrick Gaumer, « Vink », dans Dictionnaire mondial de la BD, Paris, Larousse, 2010, 953 p., ill. ; 27 cm (ISBN 978-2-0358-4331-9 et 2-0358-4331-6, OCLC 920924930, présentation en ligne), p. 904. .

#### Périodiques
- Vink (interviewé par Thierry Groensteen), « L'indispensable : Cinq questions à Vink », Les Cahiers de la bande dessinée, Grenoble, Glénat, no 66,‎ novembre-décembre 1985, p. 84.
- Thierry Smolderen, Arnaud de la Croix, Philippe Marcelé, Christophe Brichant et Sylvain Bouyer, « L'indispensable », Les Cahiers de la bande dessinée, Grenoble, Glénat, no 66,‎ novembre-décembre 1985, p. 85.
- Gilles Ratier, « Profil », Hop !, Aurillac, AEMEGBD, no 45,‎ janvier 1989 (ISSN 0768-9357).
- Vink (interviewé par Gérard Maquet), « Portrait d'illustrateur : Vink : la technique au service de l'illustration », Lectures, Centre de lecture publique de la Communauté française, no 64,‎ novembre - décembre 1991, p. 19-20 (lire en ligne, consulté le 14 juin 2025).
- Vink (interviewé par François Le Bescond), « Les têtes de série : Vink », La Lettre - L'officiel de la bande dessinée, Dargaud, no 11,‎ mai - juin 1993, p. 16.
- Vink (interviewé par Jacques Plessis), « Les têtes de série : Vink : He-Pao ne disparaîtra jamais », La Lettre - L'officiel de la bande dessinée, Dargaud, no 27,‎ janvier - février 1996, p. 21.
- Vink (interviewé par Jacques Plessis), « Les têtes de série : Vink, Le Moine fou, quinze ans après », La Lettre - L'officiel de la bande dessinée, Dargaud, no 37,‎ septembre - octobre 1997, p. 20.
- Vink (interviewé par Guy Vidal), « Les têtes de série : Croquez l'Asie avec Vink ! », La Lettre - L'officiel de la bande dessinée, Dargaud, no 47,‎ mai - juin 1999, p. 19-20.
- Vink, « Vink, et ses voyages... », dBD, no 20,‎ février 2008, p. 96-99.
- Vink (interviewé par Frédéric Bosser), « Interview : Le temps perdu les rêveries d'enfance ... », L'Immanquable, no 37,‎ 23 janvier 2014 (ISSN 1964-504X).

#### Articles
- Vink (interviewé par Jean-Sébastien Chabannes), « Interviews : Vink (Le Moine fou / Les Voyages de He Pao) : « Le milieu de la bande dessinée est un milieu très convivial » », ActuaBD,‎ 6 mars 2017 (lire en ligne, consulté le 6 décembre 2024).

### Vidéographie
- [vidéo] « Vink interview "Liège, terre de BD", festival international de la BD de Liège, 23e édition (2016) », sur YouTube